# Victoria Rodríguez (tenista)
Victoria Rodríguez (nació el 22 de abril de 1995 en Victoria de Durango) es una jugadora de tenis mexicana.
Victoria destaca en la disciplina de dobles dónde ha llegado a ganar un título a nivel WTA, el WTA 125ks series de Mumbai (India) en noviembre de 2017. 
Rodríguez ha ganado 8 títulos de sencillos y 19 de dobles en el circuito ITF. El 16 de noviembre de 2015,  alcanzó su mejor ranking individual el cual fue la número 216 del mundno. En junio de 2018, alcanzó el puesto número 113 del mundo en el ranking de dobles.
Rodríguez hizo su debut en la WTA en el Abierto Mexicano Telcel de 2013, asociada con Marcela Zacarías en dobles. La pareja mexicana ganó su partido de primera ronda contra sus compatriotas mexicanas Ximena Hermoso y Ana Sofía Sánchez, sólo para perder en los cuartos de final con las españolas sembradas 4ª Lourdes Domínguez Lino y Arantxa Parra Santonja, que ganaron el título.
Jugando por México en la Copa Federación , Rodríguez tiene un récord de ganados y perdidos de 5-6.

## Títulos WTA 125s
| Leyenda  | Individuales | Dobles |
| -------- | ------------ | ------ |
| WTA 125s | 0            | 1      |

### Dobles (1)
| N.º | Fecha                   | Torneos | Superficie | Pareja          | Oponentes                          | Resultado        |
| --- | ----------------------- | ------- | ---------- | --------------- | ---------------------------------- | ---------------- |
| 1.  | 26 de noviembre de 2017 | Mumbai  | Dura       | Bibiane Schoofs | Dalila Jakupović Irina Khromacheva | 7-5, 3-6, [10-7] |

## Títulos ITF

### Individual (8)
| Leyenda: Antes de 2016 | Leyenda: A partir de 2017 |   |
| ---------------------- | ------------------------- | - |
| Torneos de $100,000    |                           |   |
| Torneos de $75,000     | Torneos de $80,000        |   |
| Torneos de $50,000     | Torneos de $60,000        |   |
| Torneos de $25,000     |                           |   |
| Torneos de $15,000     | Torneos de $10,000        | - |

| Finales por superficie |
| ---------------------- |
| Dura (6)               |
| Arcilla (2)            |
| Césped (0)             |
| Carpet (0)             |

| N.º | Fecha                    | Torneo                  | Superficie | Oponentes                    | Resultado           |
| --- | ------------------------ | ----------------------- | ---------- | ---------------------------- | ------------------- |
| 1.  | 30 de septiembre de 2013 | Victoria, México        | Dura       | Ana Sofía Sánchez            | 6–2, 4–6, 4–0, ret. |
| 2.  | 28 de octubre de 2013    | Quintana Roo, México    | Dura       | Lauren Albanese              | 6–2, 6–4            |
| 3.  | 16 de junio de 2014      | Quintana Roo, México    | Dura       | Ana Sofía Sánchez            | 4–6, 6–2, 6–4       |
| 4.  | 18 de agosto de 2014     | Rosarito Beach, México  | Dura       | Marcela Zacarías             | 6–3, 6–1            |
| 5.  | 24 de agosto de 2015     | San Luis Potosí, México | Dura       | María Fernanda Álvarez Terán | 7–6(3), 2–6, 6–3    |
| 6.  | 5 de diciembre de 2016   | La Paz, Bolivia         | Arcilla    | Victoria Bosio               | 6–1, 7–6(5)         |
| 7.  | 17 de diciembre de 2016  | Santa Cruz, Bolivia     | Arcilla    | Fernanda Brito               | 6–4, 6–3            |
| 8.  | 9 de junio de 2018       | Hua Hin, Tailandia      | Dura       | Julia Glushko                | 6–4, 6–1            |

### Dobles (19)
| Leyenda             |
| ------------------- |
| Torneos de $100,000 |
| Torneos de $80,000  |
| Torneos de $75,000  |
| Torneos de $60,000  |
| Torneos de $25,000  |
| Torneos de $15,000  |
| Torneos de $10,000  |

| Finales por superficie |
| ---------------------- |
| Dura (14)              |
| Arcilla (5)            |
| Césped (0)             |
| Carpet (0)             |

| N.º | Fecha                   | Torneos                  | Superficie | Pareja            | Oponentes                                 | Resultado        |
| --- | ----------------------- | ------------------------ | ---------- | ----------------- | ----------------------------------------- | ---------------- |
| 1.  | 21 de abril de 2014     | Antalya, Turquía         | Dura       | Marcela Zacarías  | Camila Fuentes Szabina Szlavikovics       | 6–1, 6–1         |
| 2.  | 28 de abril de 2014     | Antalya, Turquía         | Dura       | Marcela Zacarías  | Alona Fomina Lee Pei-chi                  | 6–4, 4–6, [10–5] |
| 3.  | 5 de mayo de 2014       | Antalya, Turquía         | Dura       | Marcela Zacarías  | Alexa Guarachi Kate Turvy                 | 6–1, 1–6, [10–4] |
| 4.  | 18 de agosto de 2014    | Rosarito Beach, México   | Dura       | Marcela Zacarías  | Alexandra Cercone Alexa Guarachi          | 6–4, 6–1         |
| 5.  | 25 de agosto de 2014    | San Luis Potosí, México  | Dura       | Marcela Zacarías  | Erin Clark Ayaka Okuno                    | 6–1, 5–7, [10–8] |
| 6.  | 16 de febrero de 2015   | Cuernavaca, México       | Dura       | Marcela Zacarías  | Alexandra Morozova Daniella Roldan        | 6–4, 6–0         |
| 7.  | 16 de marzo de 2015     | Irapuato, México         | Dura       | Marcela Zacarías  | Ayaka Okuno Ana Sofía Sánchez             | 6–1, 7–5         |
| 8.  | 4 de mayo de 2015       | Ciudad Obregón, México   | Dura       | Marcela Zacarías  | Ana Sofía Sánchez Francesca Segarelli     | 6–3, 6–1         |
| 9.  | 30 de noviembre de 2015 | Santiago, Chile          | Arcilla    | Renata Zarazúa    | Florencia Molinero Laura Pigossi          | 6–2, 5–7, [10–7] |
| 10. | 21 de noviembre de 2016 | Santiago, Chile          | Arcilla    | Ana Sofía Sánchez | Fernanda Brito Camila Giangreco Campiz    | 7–5, 7–5         |
| 11. | 5 de diciembre de 2016  | La Paz, Bolivia          | Arcilla    | Victoria Bosio    | Stephanie Nemtsova Thaisa Grana Pedretti  | 7–6(2), 6–4      |
| 12. | 17 de julio de 2017     | Olomouc, República Checa | Arcilla    | Amandine Hesse    | Michaela Hončová Raluca Georgiana Șerban  | 3–6, 6–2, [10–6] |
| 13. | 2 de junio de 2018      | Hua Hin, Tailandia       | Dura       | Erin Routliffe    | Nicha Lertpitaksinchai Peangtarn Plipuech | 7–5, 3–6, [10–6] |
| 14. | 9 de junio de 2018      | Hua Hin, Tailandia       | Dura       | Erin Routliffe    | Mana Ayukawa Nina Stadler                 | 6–4, 6–4         |
| 15. | 15 de julio de 2018     | Winnipeg, Canadá         | Dura       | Akiko Omae        | Sanaz Marand Julia Glushko                | 7-6(2) 6-3       |
| 16. | 21 de abril de 2019     | Cancún, México           | Dura       | Marcela Zacarías  | Mathilde Armitano Yukiko Miyakazi         | 6-2 6-0          |
| 17. | 1 de junio de 2019      | Nonthaburi, Tailandia    | Dura       | Sabina Sharipova  | Lorraine Guillermo Maegan Manesse         | 6-3 6-4          |
| 18. | 11 de agosto de 2019    | Vitoria, España          | Dura       | Ana Sofía Sánchez | Alba Carrillo Angela Fita                 | 6-3 7-5          |
| 18. | 18 de agosto de 2019    | Las Palmas, España       | Arcilla    | Ana Sofía Sánchez | Marina Bassols Shuo Feng                  | 6-3 6-3          |